# مائورو برتونی
مائورو برتونی (انگلیسی: Mauro Bertoni؛ زادهٔ ۲۷ اکتبر ۱۹۶۹) بازیکن فوتبال است.